# Carpias nana
Carpias nana là một loài chân đều trong họ Janiridae. Loài này được Stebbing miêu tả khoa học năm 1905.